# Zygorhiza
Zygorhiza is een geslacht van uitgestorven vroege walvissen uit de Basilosauridae, bekend van het Boven-Eoceen (Priabonien, 38-34 miljoen jaar geleden) van Louisiana, Alabama en Mississippi, en het Bartonien (43-37 miljoen jaar geleden op de Nieuw-Zeelandse geologische tijdschaal) tot het Boven-Eoceen van Nieuw-Zeeland (43 tot 33,9 miljoen jaar geleden). Specimen gerapporteerd uit Europa worden beschouwd als Dorudontinae incertae sedis. Zygorhiza kochii, samen met Basilosaurus onder de aanduiding 'prehistorische walvissen', is het staatsfossiel van Mississippi. Het berekende exemplaar in het Mississippi Museum of Natural Science in Jackson (Mississippi) wordt gewoonlijk 'Ziggy' genoemd. Deze soort leefde in subtropische en tropische zeeën.

## Uiterlijk en leefwijze
Zygorhiza was zes meter lang en woog ongeveer 800 kg. De basilosauriërs kenmerkten zich door een sterk verlengd en aalachtig lichaam, hoewel er bij Zygorhiza met een lichaamslengte van zes keer de schedellengte sprake was van dezelfde verhouding als bij moderne walvissen. De één meter lange schedel omvatte krachtige kaken met scherpe, gezaagde tanden. In tegenstelling tot de moderne walvissen had Zygorhiza een duidelijke, zij het korte, hals met de voor zoogdieren gebruikelijke zeven nekwervels. De voorpoten waren peddelvormig. De flexibele gewrichten in de voorpoten zijn wellicht een aanwijzing dat Zygorhiza nog op het land kwam, mogelijk voor te paren en voor de geboorte van de jongen. De heupbeenderen waren nog wel aanwezig en scharnierden nog met de botten van de achterpoten. De achterpoten waren zo klein dat ze waarschijnlijk geen functie meer hadden. Zygorhiza zwom vermoedelijk door golfbewegingen van het lichaam en de staart. Deze walvis voedde zich waarschijnlijk vooral met vissen en inktvissen. Zygorhiza had nog geen spuitgat, maar gewone neusgaten. De solide en weinig flexibele ribbenkast zorgde voor een beperkt longvolume, met als gevolg dat Zygorhiza en andere basilosauriërs maar beperkte tijd onder water konden blijven. In tegenstelling tot de moderne walvissen hadden de basilosauriërs nog geen grote isoleerde vetlaag, waardoor de dieren beperkt waren tot de subtropische en tropische zeeën.

## Gevonden fossielen
Fossielen van Zygorhiza zijn bekend uit de Amerikaanse staten Alabama, Arkansas, Florida, Georgia, Louisiana, Mississippi en South Carolina, en Nieuw-Zeeland met een ouderdom van 40.5 tot 37 miljoen jaar.

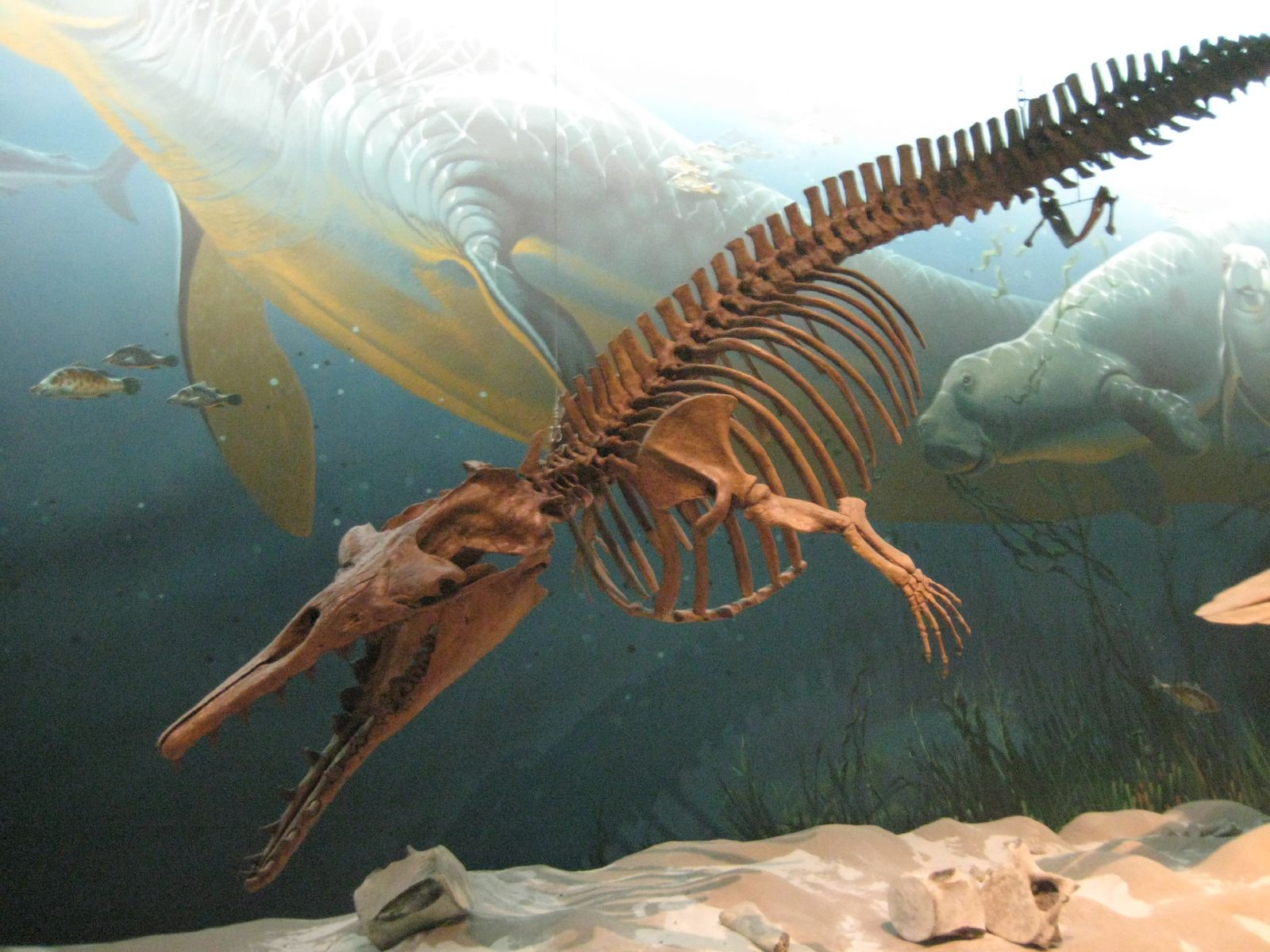
Skelet van Zygorhiza.

## Taxonomische geschiedenis
Reichenbach (1847) richtte Basilosaurus kochii op voor het achterste schedelfragment MB Ma.43248, gevonden in het Boven-Eoceen (Midden-Boven-Priabonien) Ocala-kalksteen van Clarksville (Louisiana). Ondertussen richtte Muller (1851) een nieuwe ondersoort op van Zeuglodon brachyspondylus, Z. brachyspondylus minor, voor niet alleen MB Ma.43248 maar ook MB Ma.43247, TM 8501 (holotype van Zeuglodon hydrarchus, Carus, 1849) en verschillende wervels. In de late 19e eeuw was er een debat of grote en kleine exemplaren toegeschreven aan Zeuglodon brachyspondylus (door Uhen 2005 uitgeroepen tot een nomen dubium) afzonderlijke soorten waren of niet. In de hoop dingen te verduidelijken, beperkte Stromer 1903 Z. Brachyspondylus tot de grote fossielen (inclusief het Z. brachyspondylus-lectotype) en creëerde de ondersoort Z. brachyspondylus minor voor de kleine exemplaren die eerder waren gesynchroniseerd met Dorudon serratus. True 1908 stelde het geslacht Zygorhiza voor voor de ondersoort. Kellogg 1936, die Trues generieke naam aanneemt, heeft deze ondersoort synoniem gemaakt met Basilosaurus kochii om de nieuwe combinatie Zygorhiza kochii te vormen.
Seeley 1876 noemde en beschreef de soort Zeuglodon wanklyni op basis van een schedel verzameld door dr. Arthur Wanklyn uit de Barton Clays in Zuid-Engeland. Deze schedel werd echter nooit gedeponeerd bij het British Museum of Natural History en is niet meer sinds Seeley hem heeft beschreven. Kellogg 1936 combineerde het echter als Zygorhiza wanklyni en verwees naar een posterieure cervicale wervel vanaf dezelfde locatie. Uhen 1998 verklaarde het nomen dubium. Köhler & Fordyce 1997 beschreven een onvolledige schedel, vier wervels, twee tanden en kleine fragmenten in vroege Bartonische sedimenten in Nieuw-Zeeland die ze voorlopig identificeerden als Zygorhiza sp. Dit is de oudste bekende Dorudontinae en de oudste bekende walvisachtigen van het zuidelijk halfrond. In de Verenigde Staten is Zygorhiza bekend van de Gulf Coast, terwijl Dorudon bekend is van de zuidoostelijke Atlantische kust. Buiten Noord-Amerika is Zygorhiza alleen betrouwbaar geïdentificeerd in Nieuw-Zeeland, terwijl Dorudon alleen in Egypte is. Het is mogelijk dat deze niet-overlappende verdelingen verschillen in habitatvoorkeuren aangeven.

## Anatomie
Net als andere dorundontinen had Zygorhiza een lichaam vergelijkbaar met moderne walvisachtigen met flipperachtige voorpoten, rudimentaire achterpoten, een wervelkolom aangepast voor oscillerend zwemmen en een staartbot. Marino et al. 2000 schatte de lichaamsmassa voor volwassenen voor Zygorhiza op 3.351 kg op basis van een geschatte lichaamslengte van 520 cm. Met behulp van CT-scans schatten ze het hersengewicht op 738,2 g, wat resulteerde in een EQ-waarde van 0,26 (vergeleken met 0,54 voor een moderne walvisachtige zoals de dolfijn van Cuvier).

### Gebit
De permanente tandtechnische formule voor Zygorhiza is 3.1.4.33.1.4.3 en de bladverliezende tandformule 3.1.4/3.1.4. De cingula aan de basis van de tandkronen op P2–4 zijn sterk ontwikkeld, maar ontmoeten elkaar niet aan de mediale zijde. P2, de grootste boventand, heeft vier accessoiretandjes op de voorste en achterste snijkanten. P3 – M2 vormen een gesloten reeks. P2 – M2 hebben twee ver uit elkaar liggende wortels, accessoire denticles op de voorste en achterste snijkanten, en anastomoserende striae op het glazuur. P1 is caniniform met een enkele wortel. P2–4 hebben lateraal gecomprimeerde kronen en bijbehorende denticles op de voorste en achterste snijkanten. P4 is de grootste onderste tand. M1–3 hebben accessoire denticles op de achterste snijkanten. P2–3 hebben twee wortels. Buiten de bovenste tanden met één wortel en binnen de bovenste tanden met twee wortels zijn er putten voor het opnemen van de onderste tanden. Zygorhiza (en Dorudon) vervingen hun bovenste en onderste bladverliezende eerste premolaren door permanente tanden. Dit is zeer ongebruikelijk bij moderne zoogdieren en contrasteert met bestaande tandwalvissen die slechts één set tanden ontwikkelen. Het kan erop duiden dat Zygorhiza een stadium vertegenwoordigt in de evolutie van de archeoketen waar de rijping van het skelet werd vertraagd zoals in moderne walvisachtigen. Zygorhiza verschilt van alle andere dorudontines in de aanwezigheid van goed ontwikkelde cuspules op de cingula van de bovenste premolaren.

## Skelet
De schedel is langwerpig met een smalle rostrum en een afgeplat voorhoofd, de premaxillae zijn lateraal convex. De hoge sagittale kam wordt geflankeerd door twee grote tijdelijke fossae, wat resulteert in een smal intertemporaal gebied. Het hyoid apparaat bestaat uit een klein, centraal en hexagonaal basihyoïde bot. Uit dit botproject een paar thyrohyoïde botten (homoloog met de grotere cornua bij de mens) die iets naar voren zijn uitgezet en posterieur afscheuren, en een ander paar slanke en langwerpige botten, de epihyoïde en stylohyoïde botten. De elleboog is een scharniergewricht zonder roterende bewegingen en de voorpoten zijn relatief kort. De opperarmbeenderen van Zygorhiza en Chrysocetus zijn meer tenger dan die van Dorudon. De wervelformule is 7 halswervels, 15 borstwervels, waarschijnlijk 13 lendenwervels, 2 heiligbeenderen en tenminste 21 staartwervels. De centra van de posterieure borstwervels, lendenwervels, heiligbeenwervels en anterieure staartwervels zijn licht verlengd. De centra van de cervicalen zijn samengedrukt en de flexibiliteit in de nek is beperkt door de in elkaar grijpende laterale uitsteeksels. De atlas heeft een hypapofysiaal (ventraal) uitsteeksel. De as, een klein tandwielachtig (tandachtig) uitsteeksel, heeft korte en smalle transversale uitsteeksels en een langwerpige neurale wervelkolom.